# سيراليوني لبناني
سيراليونيون لبنانيون، أو لبنانيون من أصل سيراليوني أو لبنانيون سيراليونيون أو مجنسون لبنانيون في السيراليون، هم مهاجرون أو مولودون لبنانيون في السيراليون، مجنسون أو مجرد مقيمين يعيشون ويشتغلون في مختلف القطاعات في دولة السيراليون.

## لمحة تاريخية

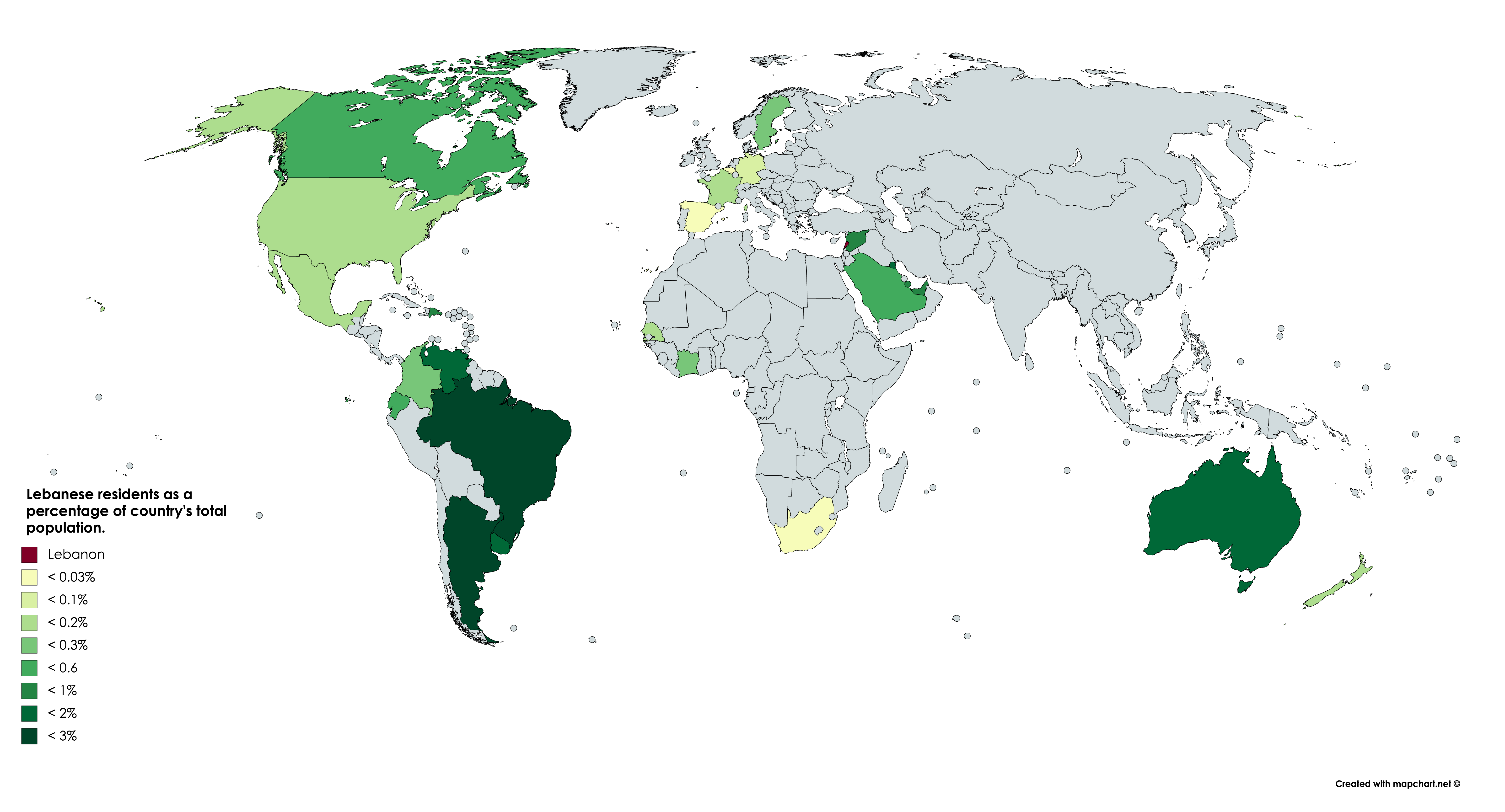
ترتيب السكان اللبنانيين في المهجر حسب النسبة المئوية من إجمالي سكان البلاد، تعتبر السيراليون من بين دول مهجر الشتات اللبناني في إفريقيا.

يعتبر المهاجر اللبناني أول المهاجرين العرب إلى غرب إفريقيا في منتصف القرن التاسع عشر، بدأت أولى طلائع الهجرة اللبنانية عندما ضربت أزمة دودة القز لبنان عندما كانت جزءا من الإمبراطورية العثمانية. عندها وصل اللبنانيون الأوائل إلى سيراليون البريطانية في عام 1893. وكانت المجموعات الأولى من المسيحيين الموارنة، ولكن ابتداءً من عام 1903، بدأ الشيعة المسلمون اللبنانيون في الوصول إلى السيراليون من جنوب لبنان حيث كانت هناك أزمة زراعية خانقة في الجنوب اللبناني.
عمل اللبنانيون في البداية كتجار صغار، كباقي تجار الساحل من السيراليون.

## الأنشطة التجارية والمهنية
```
في البداية، كان لديهم وصول محدود إلى رأس المال والقليل من ولوج حركة الاستيراد والتصدير، كانوا تحت هيمنة الشركات التجارية الاستعمارية الكبرى، مثلهم مثل التجار السيراليونيين.
```

أحضر اللبنانيون السلع المصنعة المستوردة مثل المنسوجات والمجوهرات والمرايا إلى المناطق الريفية حيث لا يذهب التجار الأوروبيون والكريوليون، وتاجروا معهم فيها مقابل المنتجات الزراعية المحلية، وحبوب النخيل الأولية وجوز الكولا، مع توسيع اهتماماتهم التجارية إلى داخل البلاد، اكتسبوا بعض المصداقية والقوة التجارية. ومع ذلك، نشأت أزمة لأسباب تحريضية على ما بدا، حيث تم إلقاء اللوم عليهم بسبب ندرة الأرز في عام 1919، واندلعت أعمال شغب ضدهم التي أدت إلى نهب متاجرهم. حتى السلطات الاستعمارية، التي ينظر إليها تقليديا على أنها رعاة اللبنانيين، لم تحميهم، بدلاً من ذلك، قاموا بترحيل اثنين من التجار اللبنانيين الذين يُعزى إليهم مسؤولية التسبب في النقص. كانت هذه واحدة من أولى الحوادث السيئة التي ساهمت في تدهور صورة سيراليون عند اللبنانيين في العالم آنذاك.
أثار اكتشاف الماس في منطقة كونو في عام 1930 بداية تحول كبير في الأنشطة التجارية للبنانيين. وصل أول تاجر لبناني إلى كونو بعد فترة وجيزة من اكتشاف الماس، قبل عامين من الحكام البريطانيين. لم يؤد تأسيس احتكار «سيراليون سيليكشن ترست» لتعدين الماس وتصديره، إلى وقف تدخل اللبنانيين في تجارة الماس؛ عن طريق وسائط، أصبح الماس أهم قطاع تجاري للتجار اللبنانيين طوال الخمسينات وقد برز منهم في قطاع تجارة الماس قاسم بسمة وهشام مكي، الذي عمل بشاركة مع بلجيكا لتصدير الماس إلى هناك ثم يعاد تصنيع وصياغته في صناعة المجوهرات ليصدر للعالم من بلجيكا.
علاوة على تجارة الماس في السيراليون ينشط اللبنانيون في إدارة دور السينما والفنادق والكازينوهات والمصانع ووكالات السفر. وفي القطاع المصرفي والبنكي كان في السيراليون بنكا من إنشاء لبنانيين من عام 1963 إلى عام 1971 وهو بنك إنترا Intra.

## أبرز الشخصيات اللبنانية في السيراليون
هناك بضعة عائلات (خمسة) لبنانية رئيسية في سيراليون، والتي عززت وجودها الاقتصادي إلى حد كبير بحلول السبعينيات؛ معظم اللبنانيين البارزين في التجارة في بلاد السيراليون وما جاورها، لديهم بعض الصلات التجارية فيما بينهم في تلك الدول في غرب إفريقيا.